# Effet d'ion commun
L'effet d'ion commun est un phénomène chimique qui survient lors de la dissolution d'un solide ionique sous forme d'ions.
Lorsqu'un solide ionique est placé en solution, il se solubilise partiellement ou totalement, selon la solubilité des ions qui le composent. Si la solution dans laquelle on le place contient déjà un ou plusieurs de ces ions, sa solubilité se voit réduite.

## Utilité
Un précipité se forme lorsque le produit de la concentration des ions qui le forment est supérieur à une constante nommée Ks.
Par exemple: Si la concentration en ions Ag+ Multipliée par celle de OH− est supérieur à Ks.
Il se forme un précipité AgOH jusqu'à ce que suffisamment d'ions aient été consommés pour obtenir:
([Ag+].[OH−])/c°²=Ks

Dans cet exemple, un ajout d'OH− (par exemple en basifiant la solution) augmenterait la quantité de précipité.